# ريتشي دان
ريتشي دان (بالإنجليزية: Richie Dunn)‏ هو لاعب هوكي الجليد أمريكي، ولد في 12 مايو 1957 في بوسطن في الولايات المتحدة، وتوفي في 20 سبتمبر 2016.

## وصلات خارجية
- ريتشي دان على موقع دوري الهوكي الوطني (الإنجليزية)
- ريتشي دان على موقع قاعة مشاهير الهوكي (لاعب أن.إتش.أل) (الإنجليزية)
- ريتشي دان على موقع EliteProspects.com (الإنجليزية)
- ريتشي دان على موقع HockeyDB.com (الإنجليزية)
- ريتشي دان على موقع Hockey-Reference.com (الإنجليزية)